# Jošinobu Išii
Jošinobu Išii (13. března 1939 – 26. dubna 2018) byl japonský fotbalista.

## Klubová kariéra
Hrával za Toyo Industries, Fujita Industries.

## Reprezentační kariéra
Jošinobu Išii odehrál za japonský národní tým v roce 1962 jedno reprezentační utkání.

## Statistiky
| Japonsko | Japonsko | Japonsko |
| Roky     | Záp.     | Góly     |
| -------- | -------- | -------- |
| 1962     | 1        | 0        |
| Celkem   | 1        | 0        |